# Nobélio
Nobélio (nomeado em homenagem a Alfred Nobel) é um elemento químico da Tabela Periódica, símbolo No, número atômico 102 (102 prótons e 102 elétrons), de massa atómica 259 u.
É metálico, radioativo, transurânico, do grupo dos actinídeos. É sintetizado bombardeando o cúrio-248 ou califórnio-249 com íons carbono. Foi identificado pela primeira vez por uma equipe liderada por Albert Ghiorso e Glenn T. Seaborg em 1958.

## Características principais
Pouco é conhecido sobre o nobélio, e somente quantidades pequenas deste elemento foram produzidas até agora. Fora do âmbito da pesquisa nenhum uso foi encontrado para este elemento. O isótopo mais estável, nobélio-259, tem uma meia-vida de 58 minutos, e decai para o férmio-255 por emissão alfa ou para mendelévio-259 por captura eletrônica.

## História
O nobélio foi sintetizado pela primeira vez por Albert Ghiorso, Glenn T. Seaborg, John R. Walton e Torbørn Sikkeland em abril de 1958 na Universidade da Califórnia, Berkeley. A equipe usou um novo acelerador linear de íons pesados (HILAC) bombardeando um alvo de cúrio (95% Cm-244 e 4,5% Cm-246) com íons carbono-12 produzindo o nobélio-254 (meia-vida de 55 segundos). Esta descoberta foi confirmada pelos soviéticos em Dubna.
Entretanto, um ano antes, físicos do Instituto Nobel da Suécia anunciaram que sintetizaram um isótopo do elemento 102. A equipe relatou que criaram um isótopo com meia-vida de 10 minutos em 8,5 MeV após bombardearem o cúrio-244 com núcleos de carbono-13. Baseado neste relatório, a Comissão de Massas atômicas da IUPAC aceitou o nome "nobélio" e o símbolo "No" para o "novo" elemento. Posteriormente os russos e americanos tentaram repetir a experiência dos físicos suecos e falharam.
Em 1966 pesquisadores em UC Berkeley confirmaram as experiências de 1958, demonstrando a obtenção do nobélio-254 (meia-vida de 55 segundos), nobélio-252 (meia-vida de 2,3 segundos) e nobélio-257 (meia-vida de 23 segundos). No ano seguinte a equipe de Ghiorso decidiu manter o nome "nobélio" e o símbolo "No" para o elemento 102.
O nobélio era o elemento mais recente descoberto, quando Tom Lehrer escreveu A canção dos elementos. Consequentemente, foi o elemento com o maior número atômico incluído.

## Compostos
Ainda não se conseguiu isolar e caracterizar compostos do elemento. Entretanto, se descobriu que esse elemento forma frequentemente o íon No+2, ao contrário dos outros actinídeos do amerício em diante, que forma íons com nox +3. Consequentemente espera-se que o nobélio forme compostos divalentes, com propriedades semelhantes aos compostos de rádio.

## Isótopos
13 radioisótopos do nobélio foram identificados, sendo os mais estáveis No-259 com uma meia-vida de 58 minutos, No-255 com uma meia-vida de 3,1 minutos, e No-253 com uma meia-vida de 1,7 minutos. Todos os demais isótopos radioativos apresentam meias-vidas inferiores a 56 segundos, e a maioria destes abaixo de 2,4 segundos. Este elemento apresenta também 1 meta estado, No-254m t½ 0,28 segundos).
As massas atômicas dos isótopos conhecidos de nobélio variam de 249,088 u (No-249) até 262,108 u (No-262). O primeiro modo de decaimento antes do isótopo mais estável, No-259, e a emissão alfa, e o primeiro modo após é a fissão espontânea. O produto de decaimento primário antes do No-259 são os isótopos do elemento férmio, e os produtos após são energia e partículas subatômicas.